# Lizbeth Ovalle
Lizbeth Jacqueline Ovalle Muñoz (Aguascalientes, Aguascalientes, México, 19 de octubre de 1999), conocida como La Maga, es una futbolista y jugadora mexicana. Juega como mediocampista en Tigres Femenil.

## Clubes
| Club        | País   | Año       |
| ----------- | ------ | --------- |
| Tigres UANL | México | 2017-2025 |

## Palmarés

### Títulos nacionales
| Título          | Club        | País   | Año      |
| --------------- | ----------- | ------ | -------- |
| Liga MX Femenil | Tigres UANL | México | Cl. 2018 |
| Liga MX Femenil | Tigres UANL | México | Cl. 2019 |
| Liga MX Femenil | Tigres UANL | México | 2020     |
| Liga MX Femenil | Tigres UANL | México | Cl. 2021 |
| Liga MX Femenil | Tigres UANL | México | Ap. 2022 |

### Títulos internacionales
| Título               | Equipo              | Sede  | Año  |
| -------------------- | ------------------- | ----- | ---- |
| Juegos Panamericanos | Selección de México | Chile | 2023 |

## Selección nacional

### Participaciones en Copas del Mundo
| Mundial                                        | Sede     | Resultado              | Partidos | Goles |
| ---------------------------------------------- | -------- | ---------------------- | -------- | ----- |
| Copa Mundial Femenina de Fútbol Sub-17 de 2016 | Jordania | 5.° (cuartos de final) | 4        | 2     |
| Copa Mundial Femenina de Fútbol Sub-20 de 2018 | Francia  | 11.° (fase de grupos)  | 3        | 4     |

### Participaciones en CONCACAF
| Torneo                                            | Sede              | Resultado  | Partidos | Goles |
| ------------------------------------------------- | ----------------- | ---------- | -------- | ----- |
| Campeonato Femenino Sub-17 de la Concacaf de 2016 | Granada           | Subcampeón | 5        | 2     |
| Campeonato Femenino Sub-20 de la Concacaf de 2018 | Trinidad y Tobago | Campeón    | 5        | 1     |